# Aéronautique navale

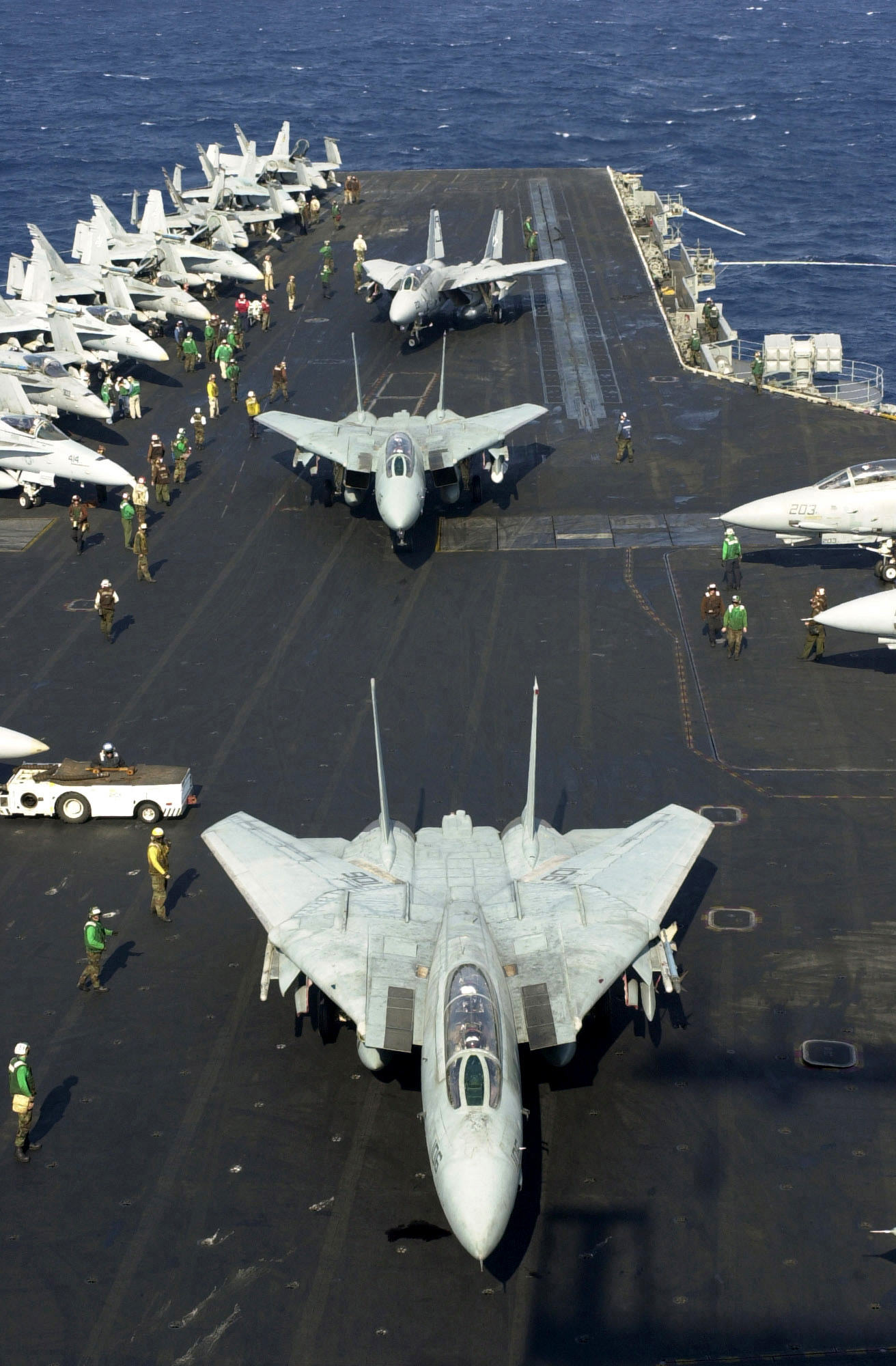
F-14 et F/A-18 sur le pont de l'USS Enterprise (CVN-65) en 2001, un des porte-avions de l'US Navy. Les Naval Air Forces représentent, sans conteste, la plus puissante aéronautique navale du monde depuis la fin des Campagnes du Pacifique.

 (août 2021).
L'aéronautique navale est la composante aérienne d'une marine militaire. La plupart des marines de guerre du monde mettent en œuvre une composante aéronavale, constituée au minimum d'hélicoptères embarqués. Seules certaines marines, appartenant à des pays suffisamment concernés par tous les aspects d'une politique maritime — et surtout suffisamment riches pour se permettre de la financer — disposent d'une aéronavale puissante.
Une aéronautique navale comprend généralement :
- les structures nécessaires à la planification et la conduite des opérations aéronavales ;
- les structures nécessaires à la définition des besoins puis la planification et la conception des matériels aéronautiques, en liaison étroite avec l'industrie aéronautique et de défense ;
- les structures nécessaires à la formation, à l'entraînement et à la gestion de carrière du personnel concerné ;
- des aéronefs embarqués à bord de porte-avions, porte-hélicoptères ou porte-aéronefs ;
- des aéronefs basés à terre ;
- dans certaines marines : des hydravions et amphibies (un hydravion n'évolue qu'à partir de la surface de la mer ou d'un lac alors qu'un amphibie peut également le faire à partir du sol).
- les installations nécessaires à leur mise en œuvre, à leurs essais et à leur soutien.

Cocarde des aéronefs de l'aviation navale française.

## Aviation embarquée

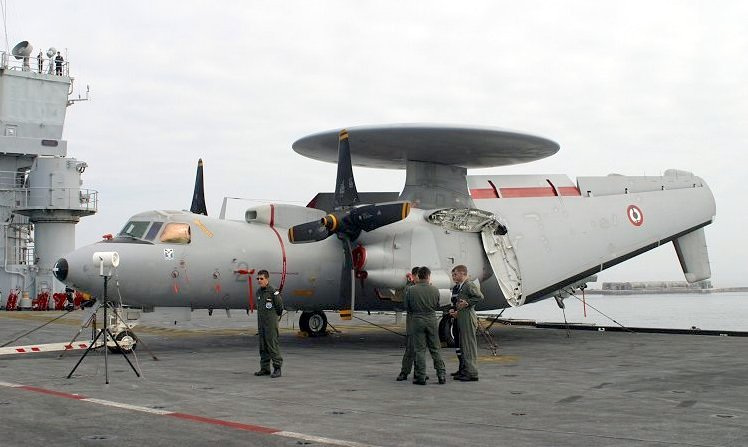
Avion de surveillance E-2 Hawkeye de l'Aviation navale française.

L’aviation embarquée est constituée d'avions de combat, de soutien (ravitailleurs, reconnaissance, etc.), et d'hélicoptères formant dans la marine française un groupe aérien embarqué et dans la marine des États-Unis un Carrier Air Wing.

## Caractéristiques communes à tous les aéronefs embarqués
Par rapport à leurs équivalents terrestres, les aéronefs embarqués sont susceptibles d'être plus exposés à des conditions de corrosion forte comme le stockage en milieu salin et le vol à basse altitude au-dessus de l'eau. Le choix de certains matériaux et composants en est souvent affecté, de même que les procédures d'entretien et de maintenance de ces machines.
La majorité des aéronefs embarqués est dotée de dispositifs électroniques ou optiques facilitant la navigation et surtout l'approche et l'appontage.
Par ailleurs, le pont d'un navire de guerre (porte-aéronefs ou navires de surface disposant d'une plate forme) est un environnement particulièrement riche en signaux électromagnétiques forts. Le « durcissement » électromagnétique est donc impératif pour des machines destinées à opérer à proximité immédiate d'émetteurs puissants.
Enfin, pour certains de ces aéronefs, et en particulier pour les hélicoptères, l'éventualité d'un amerrissage (forcé ou même volontaire pour certaines missions de secours) conduit à renforcer leur capacité de flottaison (flotteurs, caissons étanches, etc.).

## Caractéristiques particulières de certains types d'aéronefs

### Avions de combat

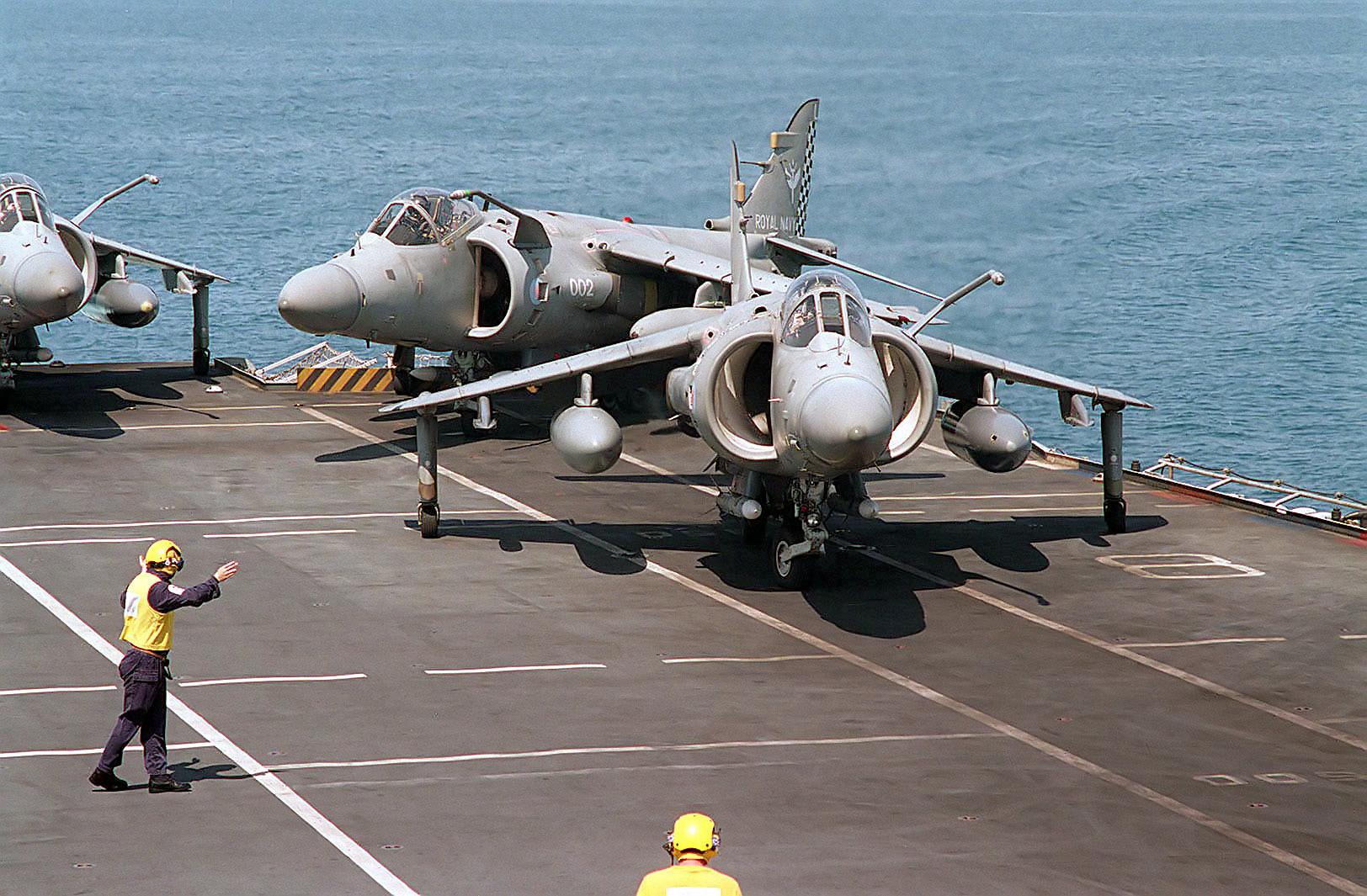
Les ADAV comme le Sea Harrier sont utilisés à bord de porte-aéronefs.

Les avions de combat sont mis en œuvre depuis un porte-avions dans le cas d'appareils classiques, ou depuis un porte-aéronefs dans le cas d'appareils à décollage court ou vertical.
Pour pouvoir être embarqué sur un porte-avions, un avion de combat doit subir quelques modifications par rapport à son équivalent basé à terre :
- ajout d'un système d'accrochage sur les catapultes nécessaires pour le décollage ;
- ajout d'une crosse d'appontage nécessaire pour le freinage lors de l'atterrissage ;
- renforcement de la structure générale et du train d'atterrissage en particulier, en raison des contraintes mécaniques induites par le catapultage et l'appontage.

Longtemps, les particularités ou modifications nécessaires aux opérations embarquées ont pénalisé les performances de ces appareils, qui n'étaient donc plus compétitifs lors d'un affrontement avec des avions « terrestres ». Mais les progrès accomplis par l'industrie aéronautique, notamment dans le domaine de la motorisation, ont permis de voir apparaître, dès la fin de la Seconde Guerre mondiale, des avions embarqués aussi performants que leurs homologues terrestres. Cette tendance s'est poursuivie avec l'apparition d'appareils très fortement motorisés comme le F-4 Phantom, conçu pour la marine américaine à la fin des années 1950, mais dont les performances étaient tellement impressionnantes qu'il fut sélectionné à son tour par l'armée de l'air de ce pays (suivie par de nombreuses autres).
Depuis cette période, même s'il reste des contraintes qui influent sur leurs performances et sur leur coût, les avions embarqués ne se distinguent plus guère des autres avions militaires en termes de capacité missionnelle.

### Hélicoptères

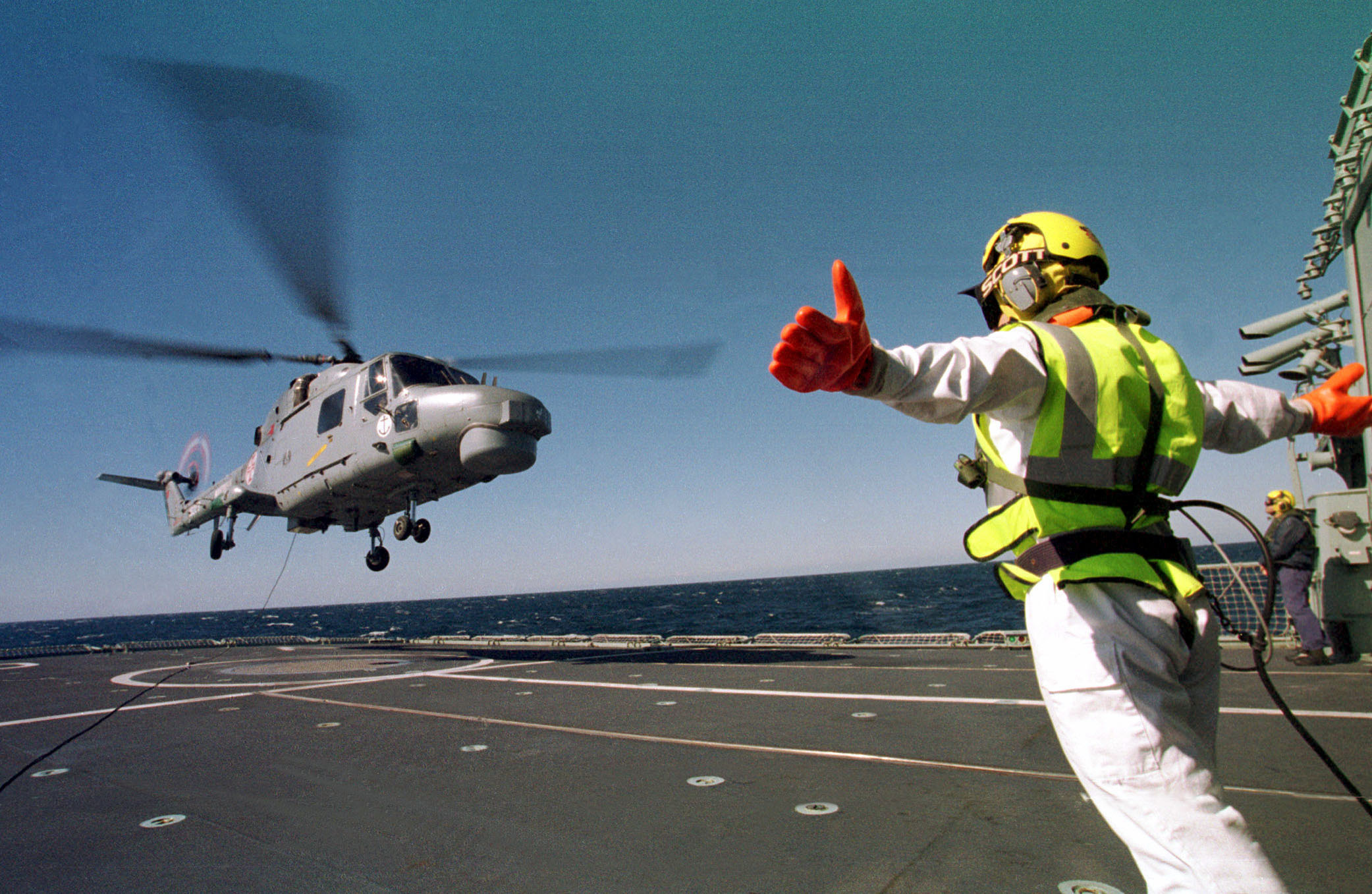
Appontage d'un hélicoptère de lutte anti-sous-marine Lynx sur une frégate portugaise.

Les hélicoptères sont susceptibles d'embarquer sur tout navire de guerre disposant d'une plateforme d'atterrissage et d'un hangar. Tous les bâtiments de combat modernes d'une certaine taille (frégate, destroyer…) disposent en général d'hélicoptères qui peuvent être considérés comme un élément de leur système d'armes.
Ces hélicoptères sont utilisés pour la lutte anti-sous-marine, la lutte anti-aérienne (Sea King AEW britanniques) la lutte anti-navire, des missions de transport, de sauvetage, de logistique ou de servitude.
Les hélicoptères destinés à opérer à partir de navires dont la taille les rend instables dans certaines conditions météo (frégates et destroyers notamment) sont dotés d'un système permettant de les solidariser très vite avec la plate-forme où ils appontent (souvent un harpon se fichant dans une gille intégrée à la plate-forme).
Les hélicoptères embarqués à bord des bâtiments de débarquement et utilisés pour amener les troupes à terre appartiennent généralement à l'armée de terre (ou, aux États-Unis, au corps des Marines)

## Aviation basée à terre

### Avions de patrouille maritime

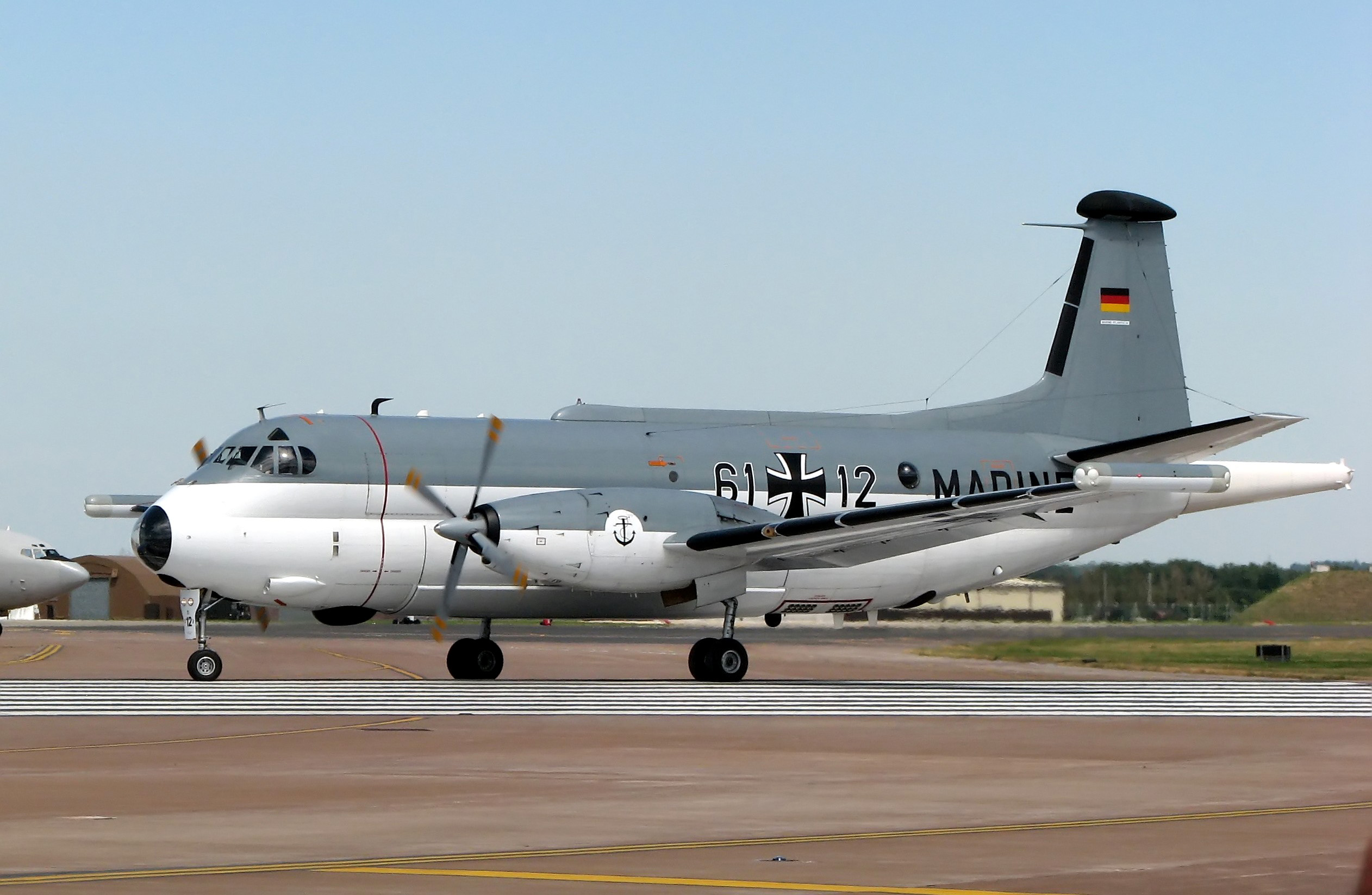
Un Breguet Atlantic de la marine allemande.

L’avion de patrouille maritime est destiné à explorer les étendues maritimes pour rechercher, surveiller bâtiments de surface et sous-marins, guider d'autres unités de combat vers un objectif et, éventuellement, le détruire lui-même. La surveillance maritime du trafic et de la pêche, ainsi que le secours en mer font partie des missions de l'aviation de patrouille maritime.

### Avions de combat basés à terre

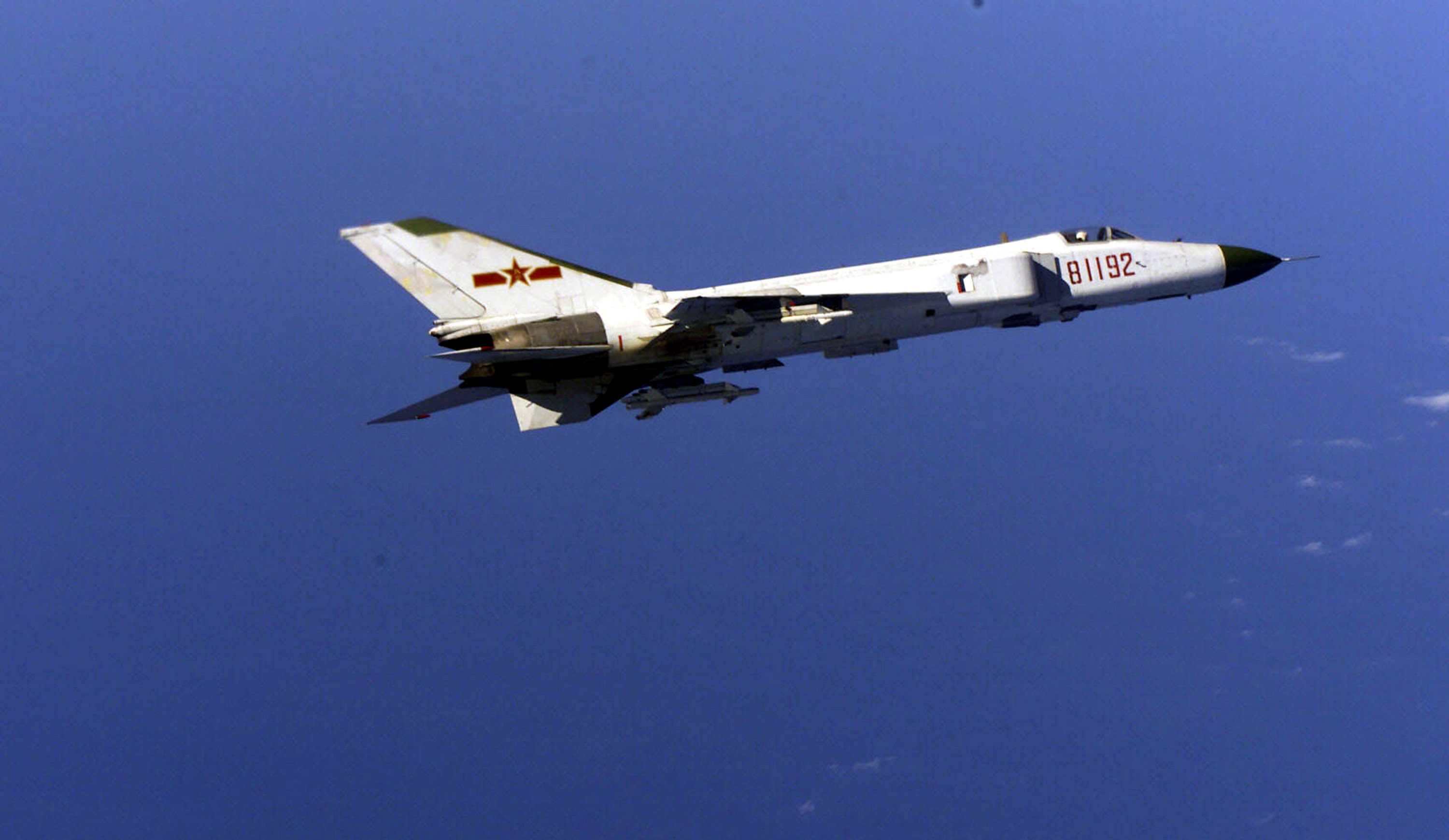
Un avion de chasse Shenyang J-8 de la marine chinoise, basé à terre.

Plusieurs marines militaires ne disposant pas de porte-aéronefs ont néanmoins des avions de combat basés à terre, capables d'assurer en particulier des missions de lutte anti-navire.

### Hélicoptères basés à terre

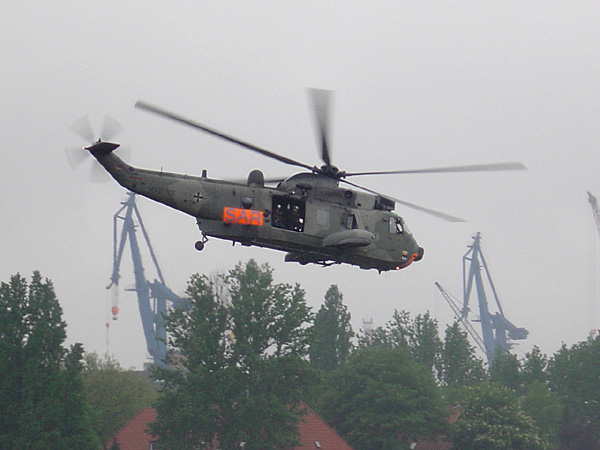
Hélicoptère Sea King (SAR) de la marine allemande.

Il s'agit en général d'hélicoptères lourds, spécialisés :
- dans les missions de recherche et sauvetage (SAR) ;
- dans le transport de charge ou de personnel, notamment de forces spéciales ou commandos de marine.

## Aéronautique navale ou armée de l’air?
L'aéronautique navale mettant en œuvre des aéronefs, ses missions pourraient être confiées à l'armée de l'air. Un certain nombre d'arguments, principalement techniques, plaident pour un tel regroupement : l'unicité de direction technique, certaines économies d'échelles de gestion, de soutien et de formation.
La plupart des grands pays maintiennent, cependant, la composante aéronavale au sein de leur marine, dans sa totalité, ou pour le moins en partie, comme au Royaume-Uni et dans les pays de culture militaire britannique, où seule l'aviation de patrouille maritime appartient à l'armée de l'air, exception faite du Canada où tous les aéronefs appartiennent à la force aérienne.
En effet, des facteurs d'ordre humain et opérationnel s'opposent à un tel regroupement.
- les techniques d'appontage (avions et hélicoptères) et de survol maritime par tous les temps exigent un entraînement des équipages, spécifique et exigeant ;
- la « fraternité d'arme » : les équipages des aéronefs ont la même culture que ceux des bâtiments de surface, embarqués, ils vivent ensemble, certains, notamment les officiers, ont reçu la même formation initiale. La compréhension et la confiance sont donc naturelles et a priori immédiates, qualités essentielles dans l'action et dans des opérations le plus souvent effectuées en commun : les opérations menées en mer sont spécifiques au soutien des forces navales et requièrent une communauté culturelle avec les marins des forces de surface, des sous-marins et des commandos-marine, voire avec les marins civils (pêcheurs et marchands).

Des synergies sont néanmoins recherchées par la mutualisation de certaines fonctions entre marines et armées de l'air, particulièrement en matière de formation (filières partagées ou communes) et de matériels (cas des programmes Rafale, F-18, Harrier et JSF / F-35), des nombreux armements et des soutiens techniques à terre.
Enfin, une aviation maritime faisant partie intégrante de la marine, bien qu'elle constitue une charge financière particulièrement importante pour cette dernière, rassure en général l'état-major de cette marine sur le fait que ses priorités seront bien prise en compte — tant dans la conception et la modification des matériels que dans leur disponibilité et leur emploi.
Marine ou armée de l'air, l'aviation navale est quoi qu'il en soit spécifique : son positionnement n'est qu'affaire de préférence nationale. Les synergies sont propres à chaque solution et ne peuvent toutes être satisfaites par une seule des options.

## Bref historique

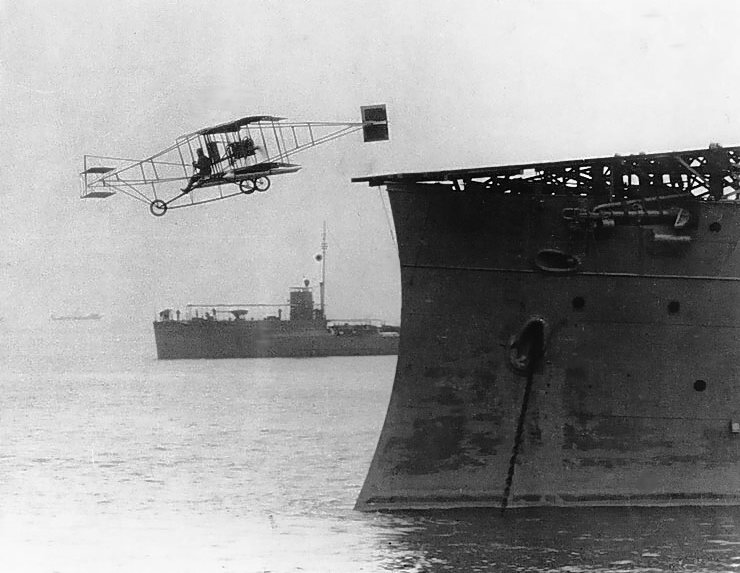
Premier vol « aéronaval » le 14 novembre 1910 par le pilote civil américain Eugene Ely depuis le croiseur USS Birmingham.

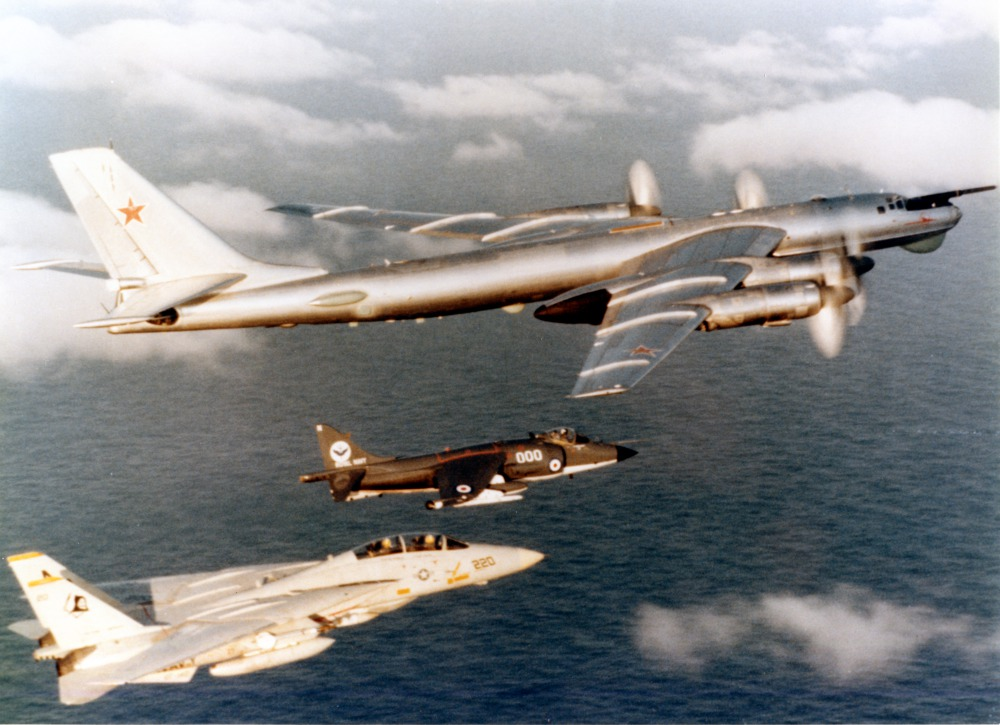
Un Tu-95 soviétique basé à terre « escorté » (à s'éloigner) par un Sea Harrier de la Royal Navy et un F-14 de l'US Navy durant la guerre froide.

Le 25 juillet 1909, Louis Blériot franchit la Manche ; en mars 1910, Henri Fabre fut, sur l'étang de Berre, le premier à faire s'envoler un hydravion ; Eugene Ely, le 14 novembre 1910, est le premier à décoller d'un navire, il s'agit d'un biplan « Curtiss » depuis d'une plate-forme aménagée sur le croiseur américain USS Birmingham. En ces débuts de l'aéronautique, tous ces exploits intéressent les marines militaires des grandes puissances qui constituèrent à partir de cette époque ce qui allait devenir l'aéronautique navale.
Au 1er août 1914, la Royal Naval Air Service aligne 6 dirigeables et 93 avions et la marine impériale allemande un Zeppelin et 24 avions.
Les premières attaques de navires par un avion eurent lieu durant la bataille de Lemnos en 1913 pendant la Première Guerre balkanique et le combat de Topolobampo lors de la révolution mexicaine en 1914.
Ses progrès furent rapides, la catapulte à air comprimé, inventée en 1912, permit d'équiper tous les croiseurs d'appareils de reconnaissance et d'observation. Le premier navire porte-avions fut le croiseur anglais HMS Furious, dont la plage avant avait été transformée en pont d'envol. C'est avec un autre bâtiment britannique, le HMS Argus, suivi peu après par le USS Langley américain et le Béarn français, qu'apparaissent entre 1918 et 1922 les porte-avions proprement dits, avec pont d'envol continu, cheminée et passerelle déportées sur tribord, et brins d'arrêt sur le pont pour accrocher la crosse de l'avion à l'appontage.
Le premier appontage en France s’est déroulé le 20 octobre 1920. C'est le Lieutenant de vaisseau Paul Teste qui, aux commandes d’un Hanriot monoplace, décolle du Palyvestre (l’actuelle base d’aéronautique navale de Hyères) et se présente au-dessus du port de Toulon. Ayant repéré le pont du porte-avions Béarn, balisé d’une bande blanche, il descend au ras des mâts, effectue une première approche, puis s’aligne dans l’axe du bâtiment, coupe les gaz à 50 cm d’altitude et réussit un appontage parfait en moins de 30 mètres. La Marine nationale considère cet exploit comme fondateur de l’aéronautique navale française. 
Pendant la Première Guerre mondiale, les avions, primitivement destinés seulement à l'« éclairage » des forces navales, montrent une série d'utilisations offensives : attaque au canon, à la bombe, à la torpille d'autres navires, de troupes ou d'installations à terre.
En même temps, font preuve de leur efficacité contre les sous-marins, des avions à grand rayon d'action basés à terre, des hydravions et des dirigeables. L'aéronautique navale française comptait déjà en 1918 près de 1 600 aéronefs et trente-six bases. Entre les deux guerres, des conflits éclatent à l'intérieur des forces armées de beaucoup de pays pour savoir si cette aviation fera partie intégrante de la Marine, ou reviendra aux armées de l'Air naissantes, qui ont alors parfois tendance à la considérer comme une parente pauvre. La Marine française retrouve son aéronavale en 1936 et la Fleet Air Arm est entièrement transférée à la Royal Navy en 1937. Les Allemands et les Italiens n'auront jamais ni porte-avions opérationnel ni aéronautique navale. Ce sont les Japonais, sous la conduite de l'amiral Yamamoto, qui réalisent le plus célèbre assaut purement aéronaval, avant toute déclaration de guerre, en attaquant et détruisant à l'aube du 7 décembre 1941 la flotte américaine du Pacifique dans son mouillage de Pearl Harbor. Premier des combats aériens au-delà de l'horizon, il sera suivi des batailles de la mer de Corail, de Midway, de Leyte, où des forces navales s'affronteront uniquement par l'intermédiaire de leurs avions et où les Américains prendront leur revanche. Les attaques suicides des avions kamikazes japonais n'arrivent pas à empêcher leur défaite. Dans l'Atlantique, les « Liberator », les « Catalina », les « Suderland » du Coastal Command, aidés par les « Avenger » embarqués sur les porte-avions d'escorte jugulent la menace sous-marine, s'attribuant 43 % des sous-marins allemands coulés. Ainsi, en 1945, l'aéronavale est devenue l'arme essentielle des flottes, envoyant les grands cuirassés et leurs canons à la ferraille[Quoi ?].
Le premier avion à réaction embarqué fut le McDonnell FH-1 Phantom en 1945.